# Francesco Adriani
Francesco Adriani (* um 1539 in San Severino Marche; † 16. August 1575 in Rom) war ein italienischer Sänger, Kapellmeister und Komponist.

## Leben
Francesco Adriani wurde am 17. Juli 1572 als Sänger in der päpstlichen Kapelle angestellt. Im folgenden Jahr wurde er Kapellmeister und Komponist an San Giovanni in Laterano.

## Werke (Auswahl)
- Buch mit Madrigalen zu sechs Stimmen, Venedig, 1568. Giovanni Ferro gewidmet und von Adriani i primi frutti de' studi di questa mia gioventù [die ersten Früchte der Studien meiner Jugend]
- Il Primo Libro de Madrigali a Cinque Voci, Venedig, 1570 OCLC 497082167
- Il Secondo Libro de Madrigali a Cinque Voci, 1570 OCLC 497082194

## Gedenken
Eine Tafel in Santi XII Apostoli nennt als Todestag Adrianis den 16. August 1575.